# Clean eating

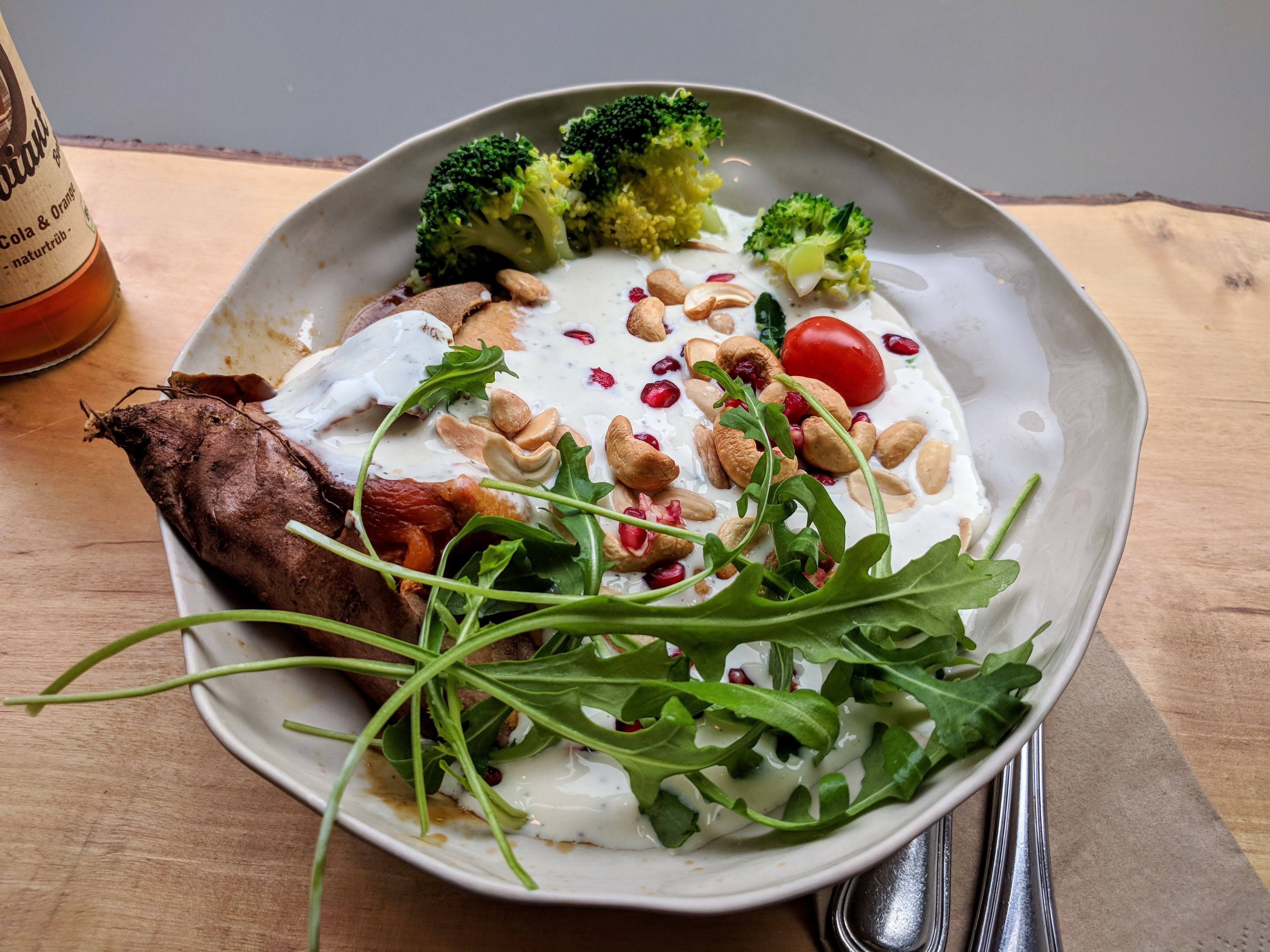
Typowa potrawa stosowana w diecie clean eating

Clean eating – rodzaj diety cud (ang. fad diet) opartej na przekonaniu, że spożywanie zdrowej, pełnowartościowej żywności w jej naturalnej postaci oraz unikanie spożywania przetworzonego jedzenia przynosi określone korzyści dla zdrowia. Postawa ta wyraża się w zachowaniach żywieniowych skoncentrowanych na właściwym odżywianiu, restrykcyjnych wzorcach jedzenia i ścisłym unikaniu żywności uważanej za niezdrową lub zanieczyszczoną. W ramach tego podejścia wyklucza się czasem ze swojej diety gluten, zboża i nabiał oraz praktykuje jedzenie wyłącznie lub przede wszystkim żywności nieprzetworzonej, niepoddanej obróbce cieplnej.

## Historia
Termin i koncepcja wywodzą się od brytyjskich autorek kulinarnych: Elli Mills, Natashy Corret i sióstr Hemsley. Od drugiej połowy 2010 roku clean eating zaczęło rozpowszechniać się jako dieta związana ze stylem życia. Ruch rozrósł się przede wszystkim poprzez media społecznościowe, zwłaszcza platformę Instagram (hasztag #cleaneating przypisany było tam do niemal 50 milionów postów). Medialnym wspieraniem i propagowaniem idei clean eating zajmują się głównie różni guru zdrowia i dobrego samopoczucia, którzy zwykle opierają dostarczane przez siebie informacje na osobistych doświadczeniach. W 2016 Ella Mills i siostry Hemsley zdystansowały się od koncepcji clean eating po tym, jak w mediach zaczęto przedstawiać krytykę tego podejścia. Zostało ono ocenione negatywnie m.in. w dokumencie BBC Clean Eating – The Dirty Truth z 2017 roku.

## Typowe produkty
Nie istnieje wiążąca dla tej diety lista składników, ale typowe są świeże warzywa, orzechy, ryż, hummus oraz jogurt. Często zwraca się uwagę na to, aby spożywane produkty były certyfikowane jako żywność ekologiczna. Unika się jedzenia produktów zawierających środki wzmacniające smak, konserwanty, barwniki i rafinowany cukier. Niektóre warianty diety obejmują unikanie glutenu, zbóż i przetworów mlecznych oraz zalecają spożywanie surowej żywności. Dania są przeważnie wegetariańskie lub wegańskie i stanowią przykład diety roślinnej (ang. plant-based diet).
Typową formą prezentacji potraw w podejściu clean eating jest bowl food, czyli miska wypełniona produktem bogatym w węglowodany złożone, np. komosą ryżową, brązowym ryżem lub drobno przetartymi owocami, a następnie uzupełniona kolorową mieszanką ciętych warzyw, czasem także ryb lub innych źródeł białka. Przykładem takiego posiłku jest Miska Buddy.

## Krytyka
Chociaż programy dietetyczne układane w duchu clean eating zapewniają o szeregu korzyści zdrowotnych wynikających z ich stosowania, to spotkały się one z poważną krytyką ze strony pracowników służby zdrowia z powodu niewystarczającej walidacji empirycznej. W rzeczywistości badania wskazują wręcz na szkodliwość takich restrykcyjnych diet dla zdrowia człowieka. Większość z nich jest sprzeczna z krajowymi wytycznymi dotyczącymi zdrowej diety (np. polskimi, australijskimi) i często wiąże się z pominięciem niektórych grup żywności, takich jak węglowodany i białka, co może prowadzić do niekorzystnych konsekwencji zdrowotnych (np. niedoborów żelaza). Twierdzi się również, że przetworzona żywność – tak unikana w diecie clean – zostaje poddana obróbce cieplnej m.in. w celu zapobiegania chorobom; produkty przetworzone mogą być z tej perspektywy bardziej bezpieczne dla zdrowia w porównaniu z pokarmami surowymi. Przypuszcza się także, że jedzenie zgodne z założeniami clean eating może zwiększać ryzyko osteoporozy z powodu niedoboru wapnia dostarczanego zwykle z produktów mlecznych. Zagrożenia dla zdrowia związane ze spożywaniem surowej żywności obejmują natomiast zatrucie pokarmowe i choroby pasożytnicze.
Ekstremalność w stosowaniu restrykcji żywieniowych, w tym tych opartych na koncepcji clean eating, może skutkować obsesyjnym przestrzeganiem czystej i zdrowej diety; taki stan nosi nazwę ortoreksji i jest formą zaburzeń odżywiania.